# Марешал Чакмак (квартал на Истанбул)
„Марешал Чакмак“ (на турски: Mareşal Çakmak) е квартал на Истанбул, разположен в околия Гюнгьорен. Общата му площ е 0,37 км2. Според данни на Адресната система за регистриране на населението (ABPRS) към 2023 г. населението на „Марешал Чакмак“ е 29 073 жители.